# Омовение (Софокл)
«Омовение» — трагедия древнегреческого драматурга V века до н. э. Софокла на тему мифов об Одиссее. Её текст практически полностью утрачен.
Судя по названию, пьеса рассказывала о возвращении Одиссея на Итаку после 20 лет отсутствия, и в основе сюжета был эпизод из XIX песни «Одиссеи»: главный герой, придя в свой дом, выдал себя за нищего, но старая нянька Евриклея узнала его по старому шраму, когда мыла ему ноги. Сохранился только один короткий обрывок текста («…В присутствии // соседей близких»), который не даёт никакой дополнительной информации.
Существует гипотеза, согласно которой «Омовение» — второе название трагедии Софокла «Одиссей, поражённый шипом», рассказывающей о гибели Одиссея от руки его сына Телегона. Римский драматург Марк Пакувий тоже написал трагедию «Омовение», в которой предположительно объединил эти два сюжетных мотива.